# Julián González
|  | Per a altres significats, vegeu «Julián González de Soto». |

Julián González (Segòvia, Castella i Lleó, 9 de juliol de 1980) és un actor espanyol que debutà en televisió amb onze anys, en interpretar el personatge de Guille en la sèrie Farmacia de guardia, paper que va representar fins a l'any 1995.

## Treballs
Cinema
- No te fallaré (2001)
- Toda una vida (2005, curtmetratge)
- Pobre juventud (2006)

Televisió
- Farmacia de guardia (1991-1995)
- El gran juego de la oca (1995)
- Un lío fuera de serie (1995)
- Una primavera fuera de serie (1996)
- Menudo es mi padre (1996-1998)
- Compañeros (1998-2001)
- Is Harry on the Boat? (2001)
- Cuenta atrás (2008)
- La última guardia (2010)